# 1739 Meyermann
1739 Meyermann este un asteroid din centura principală, descoperit pe 15 august 1939, de Karl Reinmuth.